# Déli-óceán
A Déli-óceán a 60. déli szélességi kör és az Antarktisz közötti víztömeg neve a modern földrajztudományban, az ötödik óceánként emlegetik. A fogalom használata egyelőre nem általános. A magyar kartográfia sem használja, a Földrajzinév-bizottság nem ismeri el óceánként.

## Elnevezése
A magyar nyelvben tradicionálisan óceánnak nevezett három vízterület (Atlanti-óceán, Indiai-óceán, Csendes-óceán) mellett a negyedik óceán a Jeges-tenger. A Déli-óceán ettől a négytől eltérően nem kontinensekkel határolt, hanem az Antarktisz körüli, különállóan áramló víztömeget jelölik ezzel a névvel.
Az elnevezés régóta elterjedt volt a hajósok körében, hivatalossá 2000-ben a Nemzetközi Hidrográfiai Szervezet (IHO) nyilvánította. A hivatalos elkülönítést az oceanográfiában, főként az áramlások kutatásában elért eredmények tették indokolttá. A kutatások szerint az áramlat vize csak kismértékben keveredik a másik három szomszédos óceán vizével, illetve gyökeresen más a meteorológiája, klímája és élővilága is. Ezt megelőzően hivatalosan a három óceán délen az Antarktiszig tartott, néhány szervezet továbbra is ezt tartja irányadónak és nem tartja önálló óceánnak, ahogy a National Geographic Society sem tartotta annak, egészen 2021. június 8-áig.

## Földrajza
A Déli-óceánt az Antarktiszi-áramlás alkotja, amely a Földön egyedülálló a maga nemében. Az egyetlen, amely mind a 360 hosszúsági körön áthalad, körben az Antarktisz körül, 4 és 5 ezer méter közötti mélységben. A hivatalos meghatározás szerint a 60. szélességi kör és az Antarktisz közötti vízgyűrű tartozik ide. Az elnevezés azonban nem egységes, például Ausztráliában és Új-Zélandon az IHO által meghatározott területet kibővítik a kontinens déli partjaiig, és már régóta ez a név szerepel az ottani térképeken is (nem pedig az Indiai-óceán).
Az áramlás és vele az óceán kb. 30 millió évvel ezelőtt jött létre, amikor az Antarktisz és Dél-Amerika szétváltak és létrejött a Drake-szoros. A Coriolis-erő beindította az Antarktiszi áramlást. Az áramlás legszűkebb keresztmetszete ma is a Drake-szoros. 
Az óceán északi oldalának legpontosabb természetes meghatározását az alacsony nyomású Déli-sarki front (Antarktiszi konvergencia-zóna) jelenti, az áramlat középvonalában ez a front választja el egymástól a nagyon hideg sarkvidéki felszíni vizeket az északibb, melegebb víztől. A front és az áramlat körbeér az Antarktisz körül, Új-Zélandtól délre csak a 60. szélességi körig tart, de a déli Atlanti-óceánon felhúzódik a 48. szélességi fokig is. Ezen a vonalon a legerősebbek a folyamatosan fújó nyugati szelek is. A front és az áramlás fontos eleme a Föld globális légköri áramlási rendszerének.

## Klímája
A víz hőmérséklete -2 és 10 °C között változik. Az egész területen körben, a 40. szélességi körtől a déli sarkkörig szinte egész évben erős ciklonális viharok tombolnak, a Coriolis-erő és a folyamatosan fújó nyugati szél keletre mozgatja őket. Itt fújnak a Földön a legerősebb és legkitartóbb szelek. A téli hónapokban (májustól szeptemberig) erősebb a szél és jelentős a jégképződés, a Csendes-óceáni oldalon általában a 65., az Atlanti szektorban az 55. szélességi fokig húzódik fel a jég.

## Felszíne
A Déli-óceán nagyon mély, legnagyobb részén 4 és 5 ezer méter közötti, nagyon kevés részen sekélyebb. Az antarktiszi kontinentális talapzat nagyon keskeny és ez is mély, 400–800 m (az átlagos 133 m-rel szemben). Az egybefüggő jégtakaró márciusban a legkisebb, mintegy 2,6 millió km² amely szeptemberre 18,8 millió km²-re növekszik. Az Antarktiszi áramlás 21 ezer km hosszú, örökös keletre tartó útján 130 millió m³ vizet szállít másodpercenként. Ezzel ez a világ legnagyobb áramlata, a vízmennyiség százszor több, mint a Föld összes folyójának vízhozama együttvéve.
Legmélyebb pontján 7235 m mély (a Déli-Sandwich-hasadékban, S 60.00, W 024)

## Erőforrások és veszélyek
- Valószínűleg nagy – nem kizárt, hogy óriási – kőolaj- és földgázkészleteket rejt.
- Mangánérc zárványok, ásványok, homok és kavicskészletek a partok mentén
- Édesvíz a jéghegyekben
- Jelentős halászati erőforrások, tengeri élővilág.
- Nehezen hajózható az erős szelek és hatalmas hullámok miatt, veszélyt jelentenek a jéghegyek és jégtáblák, illetve az egybefüggő jegesedés.
- További kockázat a kutatási és mentési erőforrások hiánya, illetve távolsága.
- Veszélyezteti az élővilágot a kiterjedt antarktiszi ózonlyuk
- Az illegális túlhalászat több fajt veszélyeztet, a ma már védett prémfókák ettől a veszélytől megmenekültek.
- A minden óceánra érvényes nemzetközi tengeri jogon kívül területére több külön szabályozás, legfontosabbként az Antarktisz-egyezmény is vonatkozik. Tilos a területén fókára és bálnára vadászni.

## Részei
- Weddell-tenger
- Ross-tenger
- Nagy-Ausztráliai-öböl
- Saint Vincent-öböl
- Spencer-öböl
- Scotia-tenger
- Amundsen-tenger
- Bellingshausen-tenger
- Davis-tenger
- D'Urville-tenger